# کولوپلاست
کلوپلاست (به دانمارکی: Coloplast) شرکت تجهیزات پزشکی و مراقبت‌های بهداشتی دانمارکی است، که در زمینه تولید و ارائه تجهیزات پزشکی مجاری ادراری، بی‌اختیاری ادراری و پانسمان فعالیت می‌کند.
شرکت کلوپلاست در سال ۱۹۵۷ تأسیس شد و در حال حاضر شمار کارکنان آن بیش از ۷٫۵۰۰ نفر است، که در ۵۳ کشور جهان فعالیت می‌کنند.
کارخانجات تولیدی این شرکت در کشورهای دانمارک، مجارستان، فرانسه، چین و ایالات متحده آمریکا مستقر می‌باشند. دفاتر مرکزی شرکت کلوپلاست در شهرهای فریدنسبورگ، دانمارک و مینیاپولیس، مینه‌سوتا مستقر می‌باشند.